# U 97 (U-Boot, 1917)
U 97  war ein diesel-elektrisches U-Boot der deutschen Kaiserlichen Marine, das im Ersten Weltkrieg zum Einsatz kam.

## Einsätze
U 97 lief am 4. April 1917 bei der Germaniawerft in Kiel vom Stapel und wurde am 16. Mai 1917 in Dienst gestellt. Ab August 1917 war das Boot der IV. U-Flottille in Emden und Borkum zugeordnet.
U 97 führte während des Ersten Weltkriegs vier Unternehmungen im östlichen Nordatlantik bei den britischen Inseln durch. Dabei wurden vier Schiffe mit einer Gesamttonnage von 2.089 Bruttoregistertonnen (BRT) versenkt. Neben Schiffen unter britischer Flagge wurde auch ein Schiff unter der Flagge Dänemarks und damit eines neutralen Staates versenkt.
Die erste Fernunternehmung fand vom 5. bis zum 23. September 1917 statt und führte in den Minchkanal vor Schottland. Kurz nach dem Auslaufen wurde das Boot durch eine Sperrmine leicht beschädigt. Aufgrund von Ölverlust ließ Kapitänleutnant Schmidt bereits vier Tage nach Erreichen des Operationsgebiets die Rückfahrt antreten. Am 18. September 1917 schoss ein britisches U-Boot zwei Torpedos auf U 97, die jedoch beide ihr Ziel verfehlten. Dem folgenden Artilleriebeschuss durch U 97 entzog sich das britische Boot durch Abtauchen.
Das größte von U 97 versenkte Schiff war die britische U-Boot-Falle Westphalia mit 1.467 BRT. Die Westphalia wurde am 11. Februar 1918 etwa 25 Meilen östlich von Drogheda torpediert. Dabei kamen 46 Menschen ums Leben. Zwei Besatzungsmitglieder wurden gefangen genommen. Etwas größer war das britische Frachtschiff Hartland, das am 22. November 1917 südwestlich von Bardsey Island torpediert wurde. Dabei starben zwei Besatzungsmitglieder. Das mit 4.785 BRT vermessene Schiff konnte jedoch in einen Hafen geschleppt werden.

## Verbleib
U 97 sollte nach Kriegsende an die Siegermächte ausgeliefert werden. Auf der Überführungsfahrt kam es am 21. November 1918 in der Nordsee auf der Position 53° 25′ N, 3° 10′ O zu einem Unfall, infolgedessen das Boot sank.

## Kommandanten
- Kapitänleutnant Hugo Schmidt (15. Mai 1917 bis 13. Oktober 1917)
- Kapitänleutnant Otto Wünsche (14. Oktober 1917 bis 12. Januar 1918)
- Kapitänleutnant Hans von Mohl (13. Januar 1918 bis 11. November 1918)